# Герб Зінькова (село)
Герб Зінькова — офіційний геральдичний символ села Зіньків, Віньковецького району Хмельницької області затверджений 23 серпня 2016 року № 3 XII сесії сільської ради VII скликання.

## Опис
Щит перетятий зеленим і лазуровим. У першій частини срібна косуля з оберненою вліво головою, у лівій верхній частині золоте сонце з людським обличчям. У другій частині срібна піраміда з кам'яних плит, з якої б'є срібний фонтан. Щит вписаний у декоративний картуш і увінчаний червоною мурованою короною. Унизу картуша напис «ЗІНЬКІВ».
Автори — О. Г. Рудницький, К. М. Богатов, В. М. Напиткін.

## Значення символів
Косуля — найперший герб села; сонце — символ Поділля. Піраміда — історичний символ видобування будівельних матеріалів, а також Зіньківського замку. Фонтан — знак цілющої зіньківської води.